# Microrregión de Poços de Caldas
La microrregión de Poços de Caldas es una de las  microrregiones del estado brasileño de Minas Gerais perteneciente a la mesorregión  sur y Sudoeste de Minas. Su población fue estimada en 2006 por el IBGE en 338.261 habitantes y está dividida en trece municipios. Posee un área total de 4.631,968 km².

## Municipios
- Albertina
- Andradas
- Bandeira do Sul
- Botelhos
- Caldas
- Campestre
- Ibitiúra de Minas
- Inconfidentes
- Jacutinga
- Monte Sião
- Ouro Fino
- Poços de Caldas
- Santa Rita de Caldas

- Datos: Q2462872